# Silz (Mecklenburg)
Silz település Németországban, Mecklenburg-Elő-Pomeránia tartományban. Lakosainak száma 334 fő (2023. december 31.).

## Népesség
A település népességének változása:
| Lakosok száma | 338  | 356  | 352  | 337  | 334  |
|               | 2017 | 2019 | 2021 | 2022 | 2023 |